# Saint-Quentin-de-Chalais
För andra betydelser, se Saint-Quentin (olika betydelser).
Saint-Quentin-de-Chalais är en kommun i departementet Charente i regionen Nouvelle-Aquitaine i västra Frankrike. Kommunen ligger  i kantonen Chalais som ligger i arrondissementet Angoulême. År 2022 hade Saint-Quentin-de-Chalais 243 invånare.

## Befolkningsutveckling
Antalet invånare i kommunen Saint-Quentin-de-Chalais
Referens:INSEE